# Profenophos
Profenophos ist eine chemische Verbindung aus der Gruppe der Thiophosphorsäureester.

## Gewinnung und Darstellung
Profenophos kann durch Reaktion von o-Chlorphenol mit Phosphoroxychlorid, 1-Propanthiol und Ethanol gewonnen werden.
Es kann auch durch Reaktion von Phosphoroxychlorid mit Natriumethoxid, Natrium-1-propanthiolat, 4-Brom-2-chlorphenol und Natriumhydroxid hergestellt werden.

## Eigenschaften
Profenophos ist eine gelbliche Flüssigkeit mit knoblauchartigem Geruch. Es ist stabil unter neutralen und leicht sauren Bedingungen, hydrolysiert aber in alkalischen Medien.

## Verwendung
Profenophos wird als Insektizid hauptsächlich zum Einsatz bei Baumwolle verwendet. Es wurde 1982 erstmals in den USA zugelassen, dort wurden 2005 wurden etwa 775.000 lbs jährlich eingesetzt. Seine Wirkung beruht auf der Hemmung der Acetylcholinesterase.

## Zulassung
Der Wirkstoff Profenophos ist in der Europäischen Union nicht für die Verwendung in Pflanzenschutzmitteln zugelassen. In Deutschland, Österreich und der Schweiz sind keine Pflanzenschutzmittel mit diesem Wirkstoff zugelassen. Das Europäische Arzneibuch legt als Grenzwert für Profenophos-Rückstände in pflanzlichen Drogen 0,1 mg·kg−1 fest. Im Jahr 2018 exportierte Syngenta 37 Tonnen Profenophos nach Brasilien. Ab 2021 ist der Export von Profenophos aus der Schweiz verboten.